# 黄疣衣科
黄疣衣科也称锈疣衣科，为黄枝衣目的一科真菌。

## 下属分类
本科包括以下属：
- Argopsis
- 黄疣衣属 Brigantiaea